# Tlogorejo (Grabag)
Tlogorejo is een bestuurslaag in het regentschap Magelang van de provincie Midden-Java, Indonesië. Tlogorejo telt 1503 inwoners (volkstelling 2010).